# Vilar de Perdizes
Vilar de Perdizes é uma povoação portuguesa do município de Montalegre que foi sede da extinta freguesia homónima que tinha 25,56 km² de área e 460 habitantes (2011), e, por isso, uma densidade populacional de 18 hab/km².
A freguesia de Vilar de Perdizes foi extinta (agregada) pela reorganização administrativa de 2012/2013, tendo o seu território sido agregado ao da freguesia de Meixide para criar a União de Freguesias de Vilar de Perdizes e Meixide.
Tem a designação alternativa de São Miguel.
É conhecido pelas reuniões anuais que aí têm lugar, subordinadas à temática da medicina popular.
Até ao liberalismo fazia parte da Honra de Vilar de Perdizes, juntamente com as freguesias de Santo André e Solveira. Esta circunscrição tinha, segundo o censo de 1801, 1040 habitantes e  58 km².

## População
| Número de habitantes | Número de habitantes | Número de habitantes | Número de habitantes | Número de habitantes | Número de habitantes | Número de habitantes | Número de habitantes | Número de habitantes | Número de habitantes | Número de habitantes | Número de habitantes | Número de habitantes | Número de habitantes | Número de habitantes |
| -------------------- | -------------------- | -------------------- | -------------------- | -------------------- | -------------------- | -------------------- | -------------------- | -------------------- | -------------------- | -------------------- | -------------------- | -------------------- | -------------------- | -------------------- |
| 1864                 | 1878                 | 1890                 | 1900                 | 1911                 | 1920                 | 1930                 | 1940                 | 1950                 | 1960                 | 1970                 | 1981                 | 1991                 | 2001                 | 2011                 |
| 775                  | 706                  | 748                  | 779                  | 821                  | 749                  | 950                  | 1 129                | 1 255                | 1 315                | 837                  | 900                  | 587                  | 532                  | 460                  |

(Obs.: Número de habitantes "residentes", ou seja, que tinham a residência oficial neste concelho à data em que os censos  se realizaram.)

## Património
- Paço de Vilar de Perdizes (conjunto arquitectónico)

### Património religioso
- Igreja Matriz de Vilar de Perdizes
- Santuário do Senhor dos Aflitos
- Capela de Nossa Senhora das Neves
- Capela de Nossa Senhora da Saúde
- Capela de Santa Cruz
- Capela do Bom Jesus
- Capela de Santa Marinha
- Estátua de S. Miguel
- Calvários

### Património Arqueológico
- Praça de Crastelos
- Castro da Mina
- Menir e Corte do Bispo
- Vila Romana
- o Circo-Via-Romana
- as Rameseiras
- Pardelhas e   Porto de Arcos

### Património Cultural
- Rancho Folclórico e Etnográfico de Vilar de Perdizes
- Museu Etnográfico
- Auto da Paixão
- Fornos Comunitarios
- Moinhos
- Fontes de Mergulho
- Lagares
- Lavadouros Publicos
- Casa Paroquial

### Festas e romarias
- Festa de São Miguel
- Festa de Nossa Senhora de Fátima
- Festa de Nossa Senhora da Saúde
- Festa de Nossa Senhora das Neves
- Festa de Santa Marinha
- Festa de Santo António
- Festa de S. Pedro
- Feira Mensal